# Жоржиньо (1975)
Жорже Клаудио Консейсао Родригеc (порт. Jorge Cláudio Conceição Rodrigues), известный как Жоржиньо (порт. Jorginho; 1 октября 1975, Сан-Паулу, Бразилия) — бразильский футболист, атакующий полузащитник.
Начал карьеру в 1994 в клубе из Сан-Паулу «Коринтианс». В составе клуба выиграл Трофей Рамона де Каррансы 1996 года, чемпионат Сан-Паулу 1995 года, Кубок Бразилии 1995 года и Кубок Бандейрантес. 1997 год провёл в клубе «Гояс» Гояния. Весной 1998 перешёл в клуб первого российского дивизиона «Арсенал» Тула, где в 26 играх забил четыре мяча. В начале следующего сезона Жоржиньо был отдан в аренду в клуб высшего дивизиона «Крылья Советов» Самара, но провёл за клуб всего пять матчей, был крайне недоволен условиями проживания, и в июне «Крылья Советов» решили с ним расстаться. Во второй половине сезона забил четыре мяча в 18 играх за «Арсенал», после чего покинул команду.
В дальнейшем играл в клубах «Комерсиал» Рибейран-Прету (2001), «Пхохан Стилерс» (2002, Южная Корея), «Маккаби» Петах-Тиква (2004—2005, Израиль), «Сань Хэй» (2005—2006) и «Ситизен» (2007, Гонконг).